# Tom Price
Thomas Edmunds "Tom" Price (Lansing, 8 de octubre de 1954) es un político y médico estadounidense, quien se desempeñó como Representante de EE. UU. en el congreso por el distrito 6 de Georgia, sirviendo desde el 2005.

## Carrera política
Es miembro del Partido Republicano, y su distrito corresponde a los suburbios del norte de Atlanta. Fue presidente del Comité de Estudio Republicano y del Comité de Política Republicano. Fue presidente del Comité de Presupuesto de la Cámara de Representantes.
El presidente Donald J. Trump lo nominó como Secretario de Salud y Servicios Humanos de los Estados Unidos, estando pendiente su confirmación en el cargo por parte del Senado. El 29 de septiembre de 2017, renunció de tal cargo en medio de críticas por usar vuelos privados y aviones militares para viajes oficiales, sumándose a la larga lista de colaboradores del presidente Trump cesados (Sebastian Gorka, Steve Bannon, Anthony Scaramucci, Reince Priebus, Sean Spicer y Michael T. Flynn, entre otros), sólo 8 meses después de las elecciones.